# Gatwenzi (periodiskt vattendrag, lat -2,63, long 30,33)
Gatwenzi är ett periodiskt vattendrag i Burundi. Det ligger i den norra delen av landet, 140 kilometer nordost om huvudstaden Bujumbura.
Omgivningarna runt Gatwenzi är huvudsakligen savann. Runt Gatwenzi är det tätbefolkat, med 319 invånare per kvadratkilometer.